# Kelly Overton

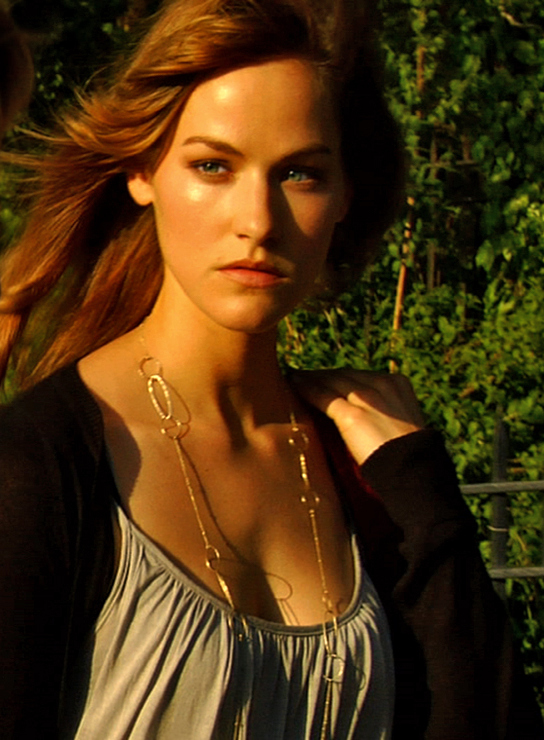
Kelly Overton in The Collective

Kelly Overton (* 28. August 1978) ist eine US-amerikanische Schauspielerin, Drehbuchautorin und Produzentin.

## Leben
Overton wuchs in Wilbraham, Massachusetts, auf und studierte an der American Academy of Dramatic Arts in New York City, die sie mit der höchsten Ehre, dem Charles Jehlinger Award abschloss. Im April 2004 heiratete sie ihren Schauspielkollegen Judson Pearce Morgan. Gemeinsam haben sie drei Kinder.

## Karriere
Overton spielte am Off-Broadway und in mehreren Fernsehshows. Ihre Fernsehkarriere begann sie im Jahr 2000 als Rainn Wilkins in der Serie All My Children. 2002 kehrte sie an den Broadway zurück, wo sie zunächst als Zweitbesetzung für mehrere Rollen in The Graduate auftrat und schließlich Alicia Silverstone als Elaine Robinson ersetzte. Nach fünf Jahren in New York zog sie nach Los Angeles, wo sie sich wieder ihrer Film- und Fernsehkarriere widmete. Zusammen mit ihrem Ehemann schrieb und produzierte sie 2008 den Film The Collective, in welchem sie auch die Hauptrolle der Tyler Clarke spielte. 2010 übernahm sie die Rolle der Christie Monteiro in der Verfilmung der Kampfspiel-Serie Tekken. Es folgten vor allem Fernsehrollen. Seit 2016 ist sie in der Hauptrolle in der TV-Serie Van Helsing zu sehen.

## Filmografie (Auswahl)
- 2000–2001: All My Children (Fernsehserie, 17 Folgen)
- 2002: Der Job (The Job, Fernsehserie, Folge 2x04 Neben dem Job)
- 2003: Without a Trace – Spurlos verschwunden (Without a Trace, Fernsehserie, Folge 1x15 Die Entführung der Braut)
- 2003: Practice – Die Anwälte (The Practice, Fernsehserie, Folge 8x01 Im Namen des Volkes)
- 2003: Es bleibt in der Familie (It Runs in the Family)
- 2005: Ring 2 (The Ring Two)
- 2006: CSI: NY (Fernsehserie, Folge 2x12 Die Farbe des Todes)
- 2006: Close to Home (Fernsehserie, Folge 1x18 Freund oder Feind?)
- 2006: Desperation
- 2007: Cold Case – Kein Opfer ist je vergessen (Cold Case, Fernsehserie, Folge 4x15 Bomben für den Frieden)
- 2007: Criminal Minds (Fernsehserie, Folge 2x21 Freiwild)
- 2007: Numbers – Die Logik des Verbrechens (NUMB3RS, Fernsehserie, Folge 4x02 Falsche Zwillinge)
- 2008: The Collective
- 2008: Psych (Fernsehserie, Folge 3x06 Verwerfliche Verwerfungen)
- 2009: Medium – Nichts bleibt verborgen (Medium, Fernsehserie, Folge 5x01 Seelenwanderung)
- 2009: CSI: Miami (Fernsehserie, Folge 7x22 Einmal ist jede dran)
- 2009: Navy CIS (NCIS, Fernsehserie, Folge 7x03 Der Insider)
- 2009–2010: Three Rivers Medical Center (Three Rivers, Fernsehserie, 2 Folgen)
- 2010: Tekken
- 2011: In Plain Sight – In der Schusslinie (In Plain Sight, Fernsehserie, Folge 4x12 Adoption)
- 2011: Warnschuss (Ricochet, Fernsehfilm)
- 2012–2013: Beauty and the Beast (Fernsehserie, 3 Folgen)
- 2012–2013: True Blood (Fernsehserie, 13 Folgen)
- 2014: Correcting Christmas (Fernsehfilm)
- 2014: Unforgettable (Fernsehserie, Folge 3x03 Der Claridge Skandal)
- 2015: Legends (Fernsehserie, 10 Folgen)
- 2016–2021: Van Helsing (Fernsehserie, 39 Folgen)
- 2023: S.W.A.T. (Fernsehserie, 6 Folgen)